# Valencia Challenger 2002
Il Valencia Challenger 2002 è stato un torneo di tennis facente parte della categoria ATP Challenger Series nell'ambito dell'ATP Challenger Series 2002. Il torneo si è giocato a Valencia in Spagna dal 13 al 19 maggio 2002 su campi in terra rossa.

## Vincitori

### Singolare
David Ferrer ha battuto in finale  Leonardo Olguín con il punteggio di 6–4, 7–5

### Doppio
Tim Crichton /  Todd Perry hanno battuto in finale  Marcus Hilpert /  Shaun Rudman per walkover